# Squadra del buon costume
La squadra del buon costume (spesso definita più semplicemente la buon costume) era un reparto della polizia di Stato italiana che si occupava della difesa della pubblica morale.

## Storia
Il corpo di polizia femminile, da quando fu istituito nel 1959, venne impiegato principalmente per il controllo e la repressione di questo genere di reati, come espressamente previsto dalla Legge Merlin.
In seguito alla riorganizzazione decretata nel 2001 dal dipartimento della Pubblica sicurezza, in ogni Squadra mobile è stata istituita una sezione specificamente preposta al contrasto della "criminalità extracomunitaria e prostituzione", ridefinendo così il precedente concetto di "buon costume" (e recependo il dato che la prostituzione è oggi praticata principalmente da donne straniere). Essendo la prostituzione non sfruttata un'attività da sempre legale, e dal 2010 considerata «lecita» dalla corte di Cassazione, la squadra opera per la repressione delle forme di sfruttamento e favoreggiamento.
Nonostante il cambio di nome, la locuzione "buon costume" continua ad essere utilizzata regolarmente per indicare gli agenti addetti anche alla nuova sezione.

## Organizzazione
Nelle città di grandi dimensioni era generalmente inquadrata nella IV sezione ("Narcotici e buon costume") della Squadra mobile e oggi le sue competenze sono passate, almeno in parte, alla sezione "Reati contro i minori e reati a sfondo sessuale" (nelle realtà di medie dimensioni, se ne occupa la II sezione "Criminalità diffusa extracomunitaria e prostituzione").